# Suuri Humalajärvi
Suuri Humalajärvi eller Humalajärvi är en sjö i Finland. Den ligger i kommunen Heinävesi i landskapet Södra Savolax, i den sydöstra delen av landet, 300 km nordost om huvudstaden Helsingfors. Suuri Humalajärvi ligger 92,5 meter över havet. Arean är 2,46 kvadratkilometer och strandlinjen är 21,21 kilometer lång. Sjön  ingår i Vuoksens huvudavrinningsområde.   I omgivningarna runt Suuri Humalajärvi växer i huvudsak blandskog.
I övrigt finns följande i Suuri Humalajärvi:
- Kilosaari (en ö)
- Susisaari (en ö)
- Suurisaari (en ö)